# Salt of the Earth: Palestinian Christians in the Northern West Bank
Salt of the Earth: Palestinian Christians in the Northern West Bank són una sèrie de curtmetratges documentals que examinen la vida de nou cristians palestins que viuen al voltanat de les ciutats de Jenin i Nablus. Fou realitzat per Salt Films, Inc., el 2004, i produït pels missioners presbiterians Marthame i Elizabeth Sanders mentre vivien i treballaven a la vila cristiana palestina de Zababdeh.